# Čou Čchun-siou
Čou Čchun-siou (čínsky 周春秀, pinyin: Zhōu Chūnxiù; * 15. listopadu 1978, Su-čou, Ťiang-su) je čínská atletka, běžkyně, jejíž specializací jsou dlouhé tratě, zejména maraton.
Na Mistrovství světa v atletice 2005 v Helsinkách doběhla v čase 2.24:12 na 5. místě. Na následujícím světovém šampionátu v japonské Ósace v roce 2007 získala stříbrnou medaili (2.30:45). Mistryní světa se stala Keňanka Catherine Ndereba, která byla o osm sekund rychlejší. Těsně pod stupni vítězů, na 4. místě maraton dokončila na MS v atletice 2009 v Berlíně, kde na bronzovou medaili, kterou vybojovala Aselefech Mergiaová z Etiopie ztratila sedm sekund.
Jeden z největších úspěchů své kariéry zaznamenala v roce 2008 na letních olympijských hrách v Pekingu, kde vybojovala bronzovou medaili (2.27:07). Reprezentovala také na olympiádě 2004 v Athénách, kde skončila na 33. místě.
Třikrát v řadě se stala vítězkou mezinárodního maratonu v Sia-menu a třikrát dokončila pekingský maraton na druhém místě. V roce 2007 vyhrála v čase 2.20:38 maraton v Londýně.

## Osobní rekordy
- půlmaraton – 1.08:59 – 6. duben 2008, Jang-čou
- maraton – 2.19:51 – 12. březen 2006, Soul